# Billy Hanna
William Henry Wilson Hanna (Lurgan, Irlanda del Nord, 1929 - 27 de juliol de 1975), conegut com a Billy Hanna, va ser un líder paramilitar lleialista de l'Ulster que va fundar i dirigir la Brigada Mid-Ulster de la Força Voluntària de l'Ulster (UVF), fins que va ser assassinat, suposadament per Robin Jackson, que va assumir el comandament de la brigada.
Hanna va formar part dels Royal Ulster Rifles de l'Exèrcit britànic a la Guerra de Corea, essent guadonat amb la Medalla Militar britànica. Després es va unir a l'exèrcit territorial i més tard a l'Ulster Special Constabulary. Quan aquest últim es va dissoldre el 1970, es va unir al recent creat Ulster Defence Regiment (UDR), un regiment d'infanteria de l'Exèrcit britànic reclutat localment, com a membre a temps parcial. Va ocupar el rang de sergent de la companyia C (Lurgan), 11è batalló, i va exercir com a instructor de personal permanent (PSI).
Hanna va ser el líder d'una de les dues unitats de l'UVF que van planificar i dur a terme els atemptats amb cotxe bomba de Dublín el 17 de maig de 1974, que van matar 26 persones. El periodista Joe Tiernan ho va confirmar, i va afirmar que també havia dirigit l'atemptat de Monaghan que es va produir aquell mateix vespre, i que va causa set noves víctimes.